# Wadotes dixiensis
Wadotes dixiensis là một loài nhện trong họ Amaurobiidae.
Loài này thuộc chi Wadotes. Wadotes dixiensis được Ralph Vary Chamberlin miêu tả năm 1925.